# Copa das Nações UCI sub-23
A Copa das Nações UCI sub-23 é uma competição ciclista que agrupa às melhores carreiras profissionais de formação, limitada a corredores menores de 23 anos. Foi criada em 2007 por parte da UCI, quando se começou a regular oficialmente as carreiras profissionais com limitação de idade, para potenciar algumas delas.
Paralelamente as carreiras aderidas a esta competição também pontuam para os Circuitos Continentais UCI tendo a consideração de carreiras de categoria .2 (última categoria do profissionalismo), ainda que com a indicação de ".Ncup" para indicar tal circunstância (o resto que têm limitação a corredores sub-23 se indicam com uma "U" ao final da categoria) mediante a sua pontuação própria, enquanto para esta competição só se pontua por países com um baremo próprio de pontuação.
Disputa-se por selecções, podendo participar tanto selecções nacionais como mistas (com um mínimo de 4 e um máximo de 6 corredores). As selecções mistas, podem ser completamente de um único país.

## Carreiras
| Carreira (denominação da mesma quando tem estado na categoria .Ncup) | Anos como .Ncup | Categoria UCI (desde o 2007) |
| -------------------------------------------------------------------- | --------------- | ---------------------------- |
| Lieja-Bastoña-Lieja sub-23                                           | 2007            | 1.Ncup/1.2U                  |
| Coupe des Nations Ville Saguenay                                     | 2008-2013       | 2.Ncup/2.2                   |
| Trofeo Almar                                                         | 2015-2016       | 1.Ncup                       |
| ZLM Tour                                                             | 2008-2018       | 1.Ncup/2.Ncup                |
| Grande Prémio de Portugal/ Troféu Cidade da Guarda-G.P. de Portugal  | 2007-2010       | 2.Ncup/2.2                   |
| Giro de las Regiones                                                 | 2007-2008, 2010 | 2.Ncup                       |
| Gran Premio Guillermo Tell                                           | 2007            | 2.Ncup/2.2                   |
| La Côte Picarde                                                      | 2007-2015       | 2.Ncup/1.Ncup                |
| Toscana-Terra di ciclismo-Coppa delle Nazioni                        | 2011-2012       | 2.Ncup                       |
| Campeonatos Continentais em Estrada sub-23                           | 2012-2019       | CC                           |
| Tour de l'Espoir                                                     | 2018-           | 2.Ncup                       |
| Gante-Wevelgem sub-23                                                | 2016-           | 1.Ncup                       |
| Tour de Flandes sub-23                                               | 2008-           | 1.2U/1.Ncup                  |
| Grote Prijs Arjaan de Schipper                                       | 2019-           | 1.Ncup                       |
| Carrera de la Paz sub-23                                             | 2015-           | 2.2U/2.Ncup                  |
| L'Etoile d'Or                                                        | 2019-           | 2.Ncup                       |
| Tour del Porvenir                                                    | 2007-           | 2.Ncup                       |

- Em amarelo carreiras em ativo que não se encontram na Copa das Naciões UCI na temporada de 2019.
- Em rosa carreiras desaparecidas.
- Em cinza carreiras activas até ao 2019.

## Palmarés
| Edição | Ganhador  | Segundo       | Terceiro      |
| ------ | --------- | ------------- | ------------- |
| 2007   | Eslovênia | França        | Dinamarca     |
| 2008   | Portugal  | Itália        | França        |
| 2009   | França    | Alemanha      | Dinamarca     |
| 2010   | Eslovênia | Países Baixos | França        |
| 2011   | França    | Itália        | Dinamarca     |
| 2012   | França    | Bélgica       | Itália        |
| 2013   | França    | Reino Unido   | Países Baixos |
| 2014   | Bélgica   | França        | Rússia        |
| 2015   | Itália    | Noruega       | Dinamarca     |
| 2016   | França    | Noruega       | Itália        |
| 2017   | Dinamarca | Bélgica       | França        |
| 2018   | Eslovênia | França        | Itália        |
| 2019   |           |               |               |

## Baremo de pontuação
Em 2016, depois da criação do UCI World Ranking que recuperava o antigo Ranking UCI, teve uma completa reestruturação nos baremos de pontuação, outorgando mais quantidade de pontos aos 10 primeiros corredores nas categorias 1.2U, 2.2U, Ncup  e os 20 primeiros na carreira do Tour de l'Avenir, em especial, esta carreira tem uma categoria de pontos diferente às outras. Actualmente, os pontos repartem-se da seguinte maneira:
Para as carreiras que pontua nos Circuitos Continentais UCI, se adopta as suas normas específicas e nessas classificações sua baremo de pontos, aliás as carreiras desta competição até o 30 de junho só podem convidar àqueles países que estejam entre nos primeiros postos da classificação por países sub-23 desses rankings (desde o 1º do UCI Africa Tour até aos 18 primeiros do UCI Europe Tour; ou se for o caso selecções mistas). No entanto, para a classificação da Copa das Nações UCI, ao ser únicamente de classificação por países, as carreiras têm diferente pontuação e também pontua só o primeiro corredor do país.

### Pontos às classificações finais
| Classificações finais Circuitos Continentais | Classificações finais Circuitos Continentais | Classificações finais Circuitos Continentais | Classificações finais Circuitos Continentais | Classificações finais Circuitos Continentais | Classificações finais Circuitos Continentais | Classificações finais Circuitos Continentais |
| Pos.                                         | 1.hc 2.hc                                    | 1.1 2.1                                      | 1.2 2.2                                      | 1.2U 2.2U                                    | Ncup                                         | Ncup Tour de l'Avenir                        |
| -------------------------------------------- | -------------------------------------------- | -------------------------------------------- | -------------------------------------------- | -------------------------------------------- | -------------------------------------------- | -------------------------------------------- |
| 1º                                           | 200                                          | 125                                          | 40                                           | 30                                           | 70                                           | 140                                          |
| 2º                                           | 150                                          | 85                                           | 30                                           | 25                                           | 55                                           | 110                                          |
| 3º                                           | 125                                          | 70                                           | 25                                           | 20                                           | 40                                           | 80                                           |
| 4º                                           | 100                                          | 60                                           | 20                                           | 15                                           | 30                                           | 60                                           |
| 5º                                           | 85                                           | 50                                           | 15                                           | 10                                           | 25                                           | 50                                           |
| 6º                                           | 70                                           | 40                                           | 10                                           | 5                                            | 20                                           | 40                                           |
| 7º                                           | 60                                           | 35                                           | 5                                            | 3                                            | 15                                           | 30                                           |
| 8º                                           | 50                                           | 30                                           | 3                                            | 1                                            | 10                                           | 20                                           |
| 9º                                           | 40                                           | 25                                           | 3                                            | 1                                            | 5                                            | 10                                           |
| 10º                                          | 35                                           | 20                                           | 3                                            | 1                                            | 3                                            | 6                                            |
| 11º                                          | 30                                           | 15                                           |                                              |                                              |                                              | 3                                            |
| 12º                                          | 25                                           | 10                                           |                                              |                                              |                                              | 3                                            |
| 13º                                          | 20                                           | 5                                            |                                              |                                              |                                              | 3                                            |
| 14º                                          | 15                                           | 5                                            |                                              |                                              |                                              | 3                                            |
| 15º                                          | 10                                           | 5                                            |                                              |                                              |                                              | 3                                            |
| 16º                                          | 5                                            | 3                                            |                                              |                                              |                                              | 1                                            |
| 17º                                          | 5                                            | 3                                            |                                              |                                              |                                              | 1                                            |
| 18º                                          | 5                                            | 3                                            |                                              |                                              |                                              | 1                                            |
| 19º                                          | 5                                            | 3                                            |                                              |                                              |                                              | 1                                            |
| 20º                                          | 5                                            | 3                                            |                                              |                                              |                                              | 1                                            |
| 21º                                          | 5                                            | 3                                            |                                              |                                              |                                              |                                              |
| 22º                                          | 5                                            | 3                                            |                                              |                                              |                                              |                                              |
| 23º                                          | 5                                            | 3                                            |                                              |                                              |                                              |                                              |
| 24º                                          | 5                                            | 3                                            |                                              |                                              |                                              |                                              |
| 25º                                          | 5                                            | 3                                            |                                              |                                              |                                              |                                              |
| 26º                                          | 5                                            |                                              |                                              |                                              |                                              |                                              |
| 27º                                          | 5                                            |                                              |                                              |                                              |                                              |                                              |
| 28º                                          | 5                                            |                                              |                                              |                                              |                                              |                                              |
| 29º                                          | 5                                            |                                              |                                              |                                              |                                              |                                              |
| 30º                                          | 5                                            |                                              |                                              |                                              |                                              |                                              |
| 31º                                          | 3                                            |                                              |                                              |                                              |                                              |                                              |
| 32º                                          | 3                                            |                                              |                                              |                                              |                                              |                                              |
| 33º                                          | 3                                            |                                              |                                              |                                              |                                              |                                              |
| 34º                                          | 3                                            |                                              |                                              |                                              |                                              |                                              |
| 35º                                          | 3                                            |                                              |                                              |                                              |                                              |                                              |
| 36º                                          | 3                                            |                                              |                                              |                                              |                                              |                                              |
| 37º                                          | 3                                            |                                              |                                              |                                              |                                              |                                              |
| 38º                                          | 3                                            |                                              |                                              |                                              |                                              |                                              |
| 39º                                          | 3                                            |                                              |                                              |                                              |                                              |                                              |
| 40º                                          | 3                                            |                                              |                                              |                                              |                                              |                                              |

### Pontos por etapa
Nas carreiras de várias etapas, outorgam-se pontos aos 3 primeiros (excepto as carreiras sub-23 que não pertencem à Copa das Nações) na cada uma delas. Outorga-se também a mesma pontuação aos prólogos e meia etapa.
| Pos. | 2.hc | 2.1 | 2.2 | 2.2Ou | 2.ncup | Ncup Tour de l'Avenir |
| ---- | ---- | --- | --- | ----- | ------ | --------------------- |
| 1º   | 20   | 14  | 7   | 5     | 12     | 15                    |
| 2º   | 10   | 5   | 3   | 1     | 8      | 9                     |
| 3º   | 5    | 3   | 1   |       | 4      | 5                     |

### Pontos ao líder
Na cada etapa outorgam-se pontos ao líder da classificação geral.
| Pos. | 2.hc | 2.1 | 2.2 | 2.2U | 2.ncup | Ncup Tour de l'Avenir |
| ---- | ---- | --- | --- | ---- | ------ | --------------------- |
| 1º   | 5    | 3   | 1   | 1    | 1      | 2                     |